# Puya vallo-grandensis
Puya vallo-grandensis är en gräsväxtart som beskrevs av Werner Rauh. Puya vallo-grandensis ingår i släktet Puya och familjen Bromeliaceae.
Artens utbredningsområde är Bolivia. Inga underarter finns listade i Catalogue of Life.